# Barkly
Barkly Region är en kommun i Australien. Den ligger i territoriet Northern Territory, omkring 890 kilometer sydost om territoriets huvudstad Darwin. Antalet invånare var 6 655 vid folkräkningen 2016.
Följande samhällen finns i Barkly:
- Tennant Creek
- Elliott